# Dynamic Ride Control
Dynamic Ride Control (DRC) ist eine Bezeichnung für eine Fahrwerkstechnik, die die Bewegungen eines Kraftfahrzeugs um die Quer- und Längsachse, also das Nicken und Wanken, durch Eingriffe an den hydraulischen Stoßdämpfern reduziert. 
Je zwei sich diagonal gegenüberliegende Dämpfer sind über Ölleitungen und je ein Zentralventil miteinander verbunden. Bei unterschiedlichem Eintauchen der Dämpfer, zum Beispiel bei schneller Kurvenfahrt, wirken die Ventile auf die Ölströmung ein: Sie verstärken am einfedernden Rad die Abstützung, reduzieren dadurch die Seitenneigung des Fahrzeugs und erhöhen so die Fahrdynamik.
Bei einigen Fahrzeugen kann die Stärke in mehreren Stufen eingestellt werden, mit der das DRC wirkt.
Wanken bezeichnet die Drehbewegung eines Landfahrzeugs um seine Längsachse (Wankachse).
Bei Kurvenfahrt neigt sich ein Fahrzeug aufgrund der Fliehkraft gewöhnlich nach außen. Der sich dabei einstellende Wankwinkel hängt ab von Querbeschleunigung, Fahrzeugmasse, Schwerpunkthöhe und Fahrwerk.

## Beispiele
- Audi RS4 B7 (serienmäßig)
- Audi RS4 B8 (optional)
- Audi A5, S5 und RS5 (optional)
- Audi RS6 (serienmäßig)
- Peugeot 3008